# Allen y Overy
Allen y Overy LLP (informalmente A&O) es una firma de abogados multinacional británica con sede en Londres, Inglaterra. La firma cuenta con 590 socios y más de 5,800 empleados en todo el mundo. En 2023, A&O alcanzó ingresos de £2.1 millardos, y es, por sus ventas, el segundo despacho de abogados más grande con sede en Gran Bretaña.

## Historia

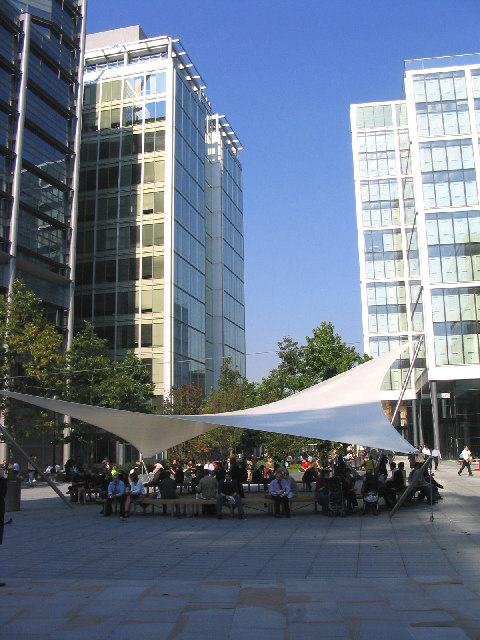
Plaza de los Obispos, Spitalfields

Allen & Overy fue fundada en la City de Londres el 1 de enero de 1930 por George Allen y Thomas Overy, antiguos socios de Roney & Co. El objetivo principal era construir una práctica comercial. La reputación de la empresa se forjó como resultado del papel de George Allen como asesor del rey Eduardo VIII durante la crisis de abdicación de 1936. Cuando estalló la Segunda Guerra Mundial en 1939, Allen & Overy se había establecido firmemente como una firma de abogados líder en la ciudad.
A lo largo de los años, Allen & Overy ha estado involucrado en muchos desarrollos en el campo legal. Dicho trabajo incluyó el asesoramiento sobre la primera adquisición hostil en la City de Londres y sus obras para SG Warburg & Co. La empresa negoció el primer eurobono (emitido por el grupo italiano de autopistas Autostrade) en los años 1960. La transacción de eurobonos diversificó significativamente la práctica de Allen & Overy de una empresa puramente comercial a una empresa comercial y financiera. Durante la década de 1970, la práctica corporativa y financiera de la empresa creció en Inglaterra e internacionalmente.
En 1996, los clientes de fuera del Reino Unido contribuyeron más a los ingresos de Allen & Overy que los clientes nacionales. En 1998, los clientes fuera del Reino Unido contribuyeron con dos tercios de los ingresos.
En 1999, Allen & Overy contrató un equipo de abogados bancarios y financieros en París de su entonces firma aliada, Gide Loyrette Nouel.
En 2000, Allen & Overy se fusionó con parte de las oficinas de Loeff Claeys Verbeke en Ámsterdam, Bruselas y Luxemburgo.  En 2003, en una iniciativa de “diversidad," patrocinó Global Graduates, una de las desaparecidas empresas de Yolande Beckles.
En mayo de 2004, la sociedad mundial de Allen & Overy se convirtió en una sociedad de responsabilidad limitada, Allen & Overy LLP, que trabaja junto con empresas asociadas en algunas jurisdicciones para formar una práctica legal mundial. En julio de 2008, Allen & Overy superó la marca de mil millones de libras en facturación y, por primera vez, más de la mitad de su facturación se generó fuera de Londres.
En 2009, tras la crisis financiera mundial, Allen & Overy completó un programa de despido que provocó que 400 socios y personal perdieran sus puestos de trabajo en todo el mundo. Además de eliminar 47 socios, la empresa eliminó alrededor de 200 trabajadores y 200 miembros del personal de apoyo, la mitad de los cuales estaban basados en Londres. Allen & Overy descapitalizó a otros 35 socios. Ese mismo año, Allen & Overy escindió su departamento de clientes privados, que se convirtió en Maurice Turnor Gardner LLP.
En 2014, Allen & Overy se convirtió en la primera firma de Magic Circle en establecer una oficina en África subsahariana cuando abrió una oficina en Johannesburgo, Sudáfrica.
El 21 de mayo de 2023, se anunció que Allen & Overy había acordado los términos de una fusión con Shearman & Sterling, miembro de AMLaw100, creando una firma que se estima que tiene más de 4.000 abogados en 48 oficinas con unos ingresos combinados de 3.400 millones de dólares. La empresa combinada se conocerá como Allen Overy Shearman Sterling (A&O Shearman). El 13 de octubre de 2023, el acuerdo fue aprobado por más del 99% de los socios de ambas firmas.